# Cláudio Fontes
Cláudio Meireles Fontes, que assina suas obras como Cláudio Fontes (Miradouro, 1939), é um pintor, artista plástico , arquiteto, e professor brasileiro.

## Biografia
Nascido em Minas Gerais, se forma no Rio de Janeiro na então na Faculdade Nacional de Arquitetura.
Passou a estudar com personalidades de porte, tais como Rubem Valentim, José Assunção Souza, Aluísio Carvão, Lydio Bandeira de Mello, Luiz Verri e Anna Bella Geiger.
Em Paris, entre 1978 e 1979 frequenta a Académie de la Grande Chaumière realizando cursos de desenho e pintura.
Participou de diversas exposições, tal como o 5º Salão Nacional de Artes Plásticas, de 1982-1983.
Sobre sua produção artística foi publicado em 1987 "Claúdio Fontes: óleos e acrílicos", pela Claúdio Gil Studio de Arte. O nome de Claúdio Fontes, através de um artigo escrito por Walmir Ayala, foi incluído no "Dicionário de pintores brasileiros", organizado pelo crítico de arte André Seffrin.